# 披发异毛蟹
披发异毛蟹（学名：Heteropilumnus ciliatus）为扇蟹科异毛蟹属的动物。分布于日本、朝鲜以及中国大陆的福建、浙江、山东等地，生活环境为海水，常栖息于沿岸的泥底石块下。